# 193 (število)
193 (stó tríiindevétdeset) je naravno število, za katero velja 193 = 192 + 1 = 194 - 1.

## V matematiki
- srečno praštevilo
- tretje kubno praštevilo enačbe {\displaystyle 3y^{2}+6y+4}.
- sedmo praštevilo, ki ni Higgsovo praštevilo za eksponent 3, drugo za eksponent 4, in najmanjše za eksponent 5.
- osmo Prothovo praštevilo 193 = 3 · 26 + 1.
- deseto praštevilo, ki ni Čenovo praštevilo.
- Pillaiovo praštevilo